# Serindere
Serindere (kurdisch Şişemzin) ist ein Dorf im Landkreis Yüksekova der türkischen Provinz Hakkâri. Serindere liegt in Ostanatolien auf 2150 m über dem Meeresspiegel, ca. 18 km nordöstlich von Yüksekova, an der Straße zum Iran.
Die Ortschaft liegt an einem Bachlauf. Der Name der Ortschaft Serindere bedeutet kühler Bach. Der Name Şişemzin ist beim Katasteramt registriert.
Im Jahr 2009 hatte die Ortschaft 412 Einwohner.
Zu Serindere gehören die Weiler (türkisch mezra) Mironova (Mirinava) und Yukarıgüveç (Xurekana Seri). 2005 begingen in Serindere zwei Guerillakämpfer, die sich nicht ergeben wollten, Suizid. 2010 wurde Serindere wegen politischer Proteste der Dorfbevölkerung von der Jandarma durchsucht.